# Maďarský forint
Maďarský forint (zkráceně jen forint) je maďarská měna. Jeho ISO 4217 kód je HUF, v Maďarsku se běžně užívá zkratka Ft. Jeden forint sestává ze sta fillérů. Hodnota forintu je však natolik nízká, že nejnižší používanou mincí je 5 forintů a žádné fillerové mince nejsou v oběhu. Název forint pochází od jména italského města Florencie, ve 13. století se tam razily mince s názvem fiorino d'oro.

## Vznik a vývoj
Předchůdci dnešního forintu:
- rakousko-uherská koruna (1892–1918)
- maďarská koruna (1918–1927)
- maďarské pengő (1927–1946)

Do oběhu byl forint zaveden dne 1. srpna 1946, tedy po druhé světové válce, kdy inflace znehodnotila předchozí měnu s názvem pengő. Forinty zavedla již tehdy nová komunistická vláda, stará měna na ně byla převedena v poměru 1 forint = 4×1029 pengő. V 60. a 70. letech byla hodnota forintu poměrně stabilní, v 80. letech a po pádu socialismu se situace změnila. Inflace vzrostla až na 35 % ročně a hodnota měny tak začala klesat.
Maďarsko vstoupilo 1. května 2004 do Evropské unie. Jedním ze závazků vyplývajících z přistoupení k EU je, že vstupující stát, až splní všechny podmínky, zavede místo své národní měny společnou evropskou měnu euro. Oficiálně Maďarsko nemá, podobně jako Česko, stanoven termín přijetí eura. Vládní postoj k evropské měně je spíše zdrženlivý, nicméně po citelném propadu měny připustil ministr financí Mihály Varga, že by země mohla vstoupit do ERM II.

## Mince
Aktuálně platné mince mají nominální hodnoty 5, 10, 20, 50, 100 a 200 forintů.
Na líci je státní znak nebo ukázka flóry a fauny, na rubu je číslovka nominální hodnoty. Mince v nominální hodnotě 1 a 2 forinty byly 1. března 2008 staženy z oběhu kvůli jejich nízké hodnotě.

### Pamětní mince
Pamětní mince jsou od roku 1989 raženy z obecných i drahých kovů. Objevily se i neobvyklé nominální hodnoty, jako například 75 forintů k 75. výročí Magyar Nemzeti Bank nebo 750 forintů k MS ve fotbale. Některé pamětní mince mají i neobvyklý tvar, jako například čtverec (500 forintů připomínající šachový stroj Farkase Kempelena nebo Rubikovu kostku.) Existují také mince půlené či obdélníkové. Raženy jsou také klasické mince věnované slavným Maďarům, od roku 1989 bylo vydáno více než sto pamětních mincí.

## Bankovky
V současnosti jsou v oběhu bankovky o hodnotách 500, 1 000, 2 000, 5 000, 10 000 a 20 000 forintů. Bankovka o hodnotě 200 forintů byla 19. listopadu 2009 stažena z oběhu.
Na všech bankovkách jsou na líci portréty významných Maďarů, na rubu je místo spjaté s vyobrazenou osobností. K bankovkám patří ještě speciální edice 2000forintové bankovky, vydané u příležitosti milénia.
Staré vzory bankovek nejsou od července 2017 platné, jejich výměnu za platné bankovky provádí banky.
| Současné maďarské bankovky | Současné maďarské bankovky | Současné maďarské bankovky | Současné maďarské bankovky | Současné maďarské bankovky                                                                                                 | Současné maďarské bankovky | Současné maďarské bankovky | Současné maďarské bankovky |
| Zobrazení                  | Zobrazení                  | Hodnota                    | Barva                      | Vyobrazení | V oběhu od                 | Rozměr                     |                            |
| Líc                        | Rub                        | Hodnota                    | Barva                      | Vyobrazení | V oběhu od                 | Rozměr                     |                            |
| -------------------------- | -------------------------- | -------------------------- | -------------------------- | --- | -------------------------- | -------------------------- | -------------------------- |
|                            |                            | 200 forintů                | zelená                     | Líc: Karel I. Robert - uherský král, vládl 1308 - 1342 Rub: Diósgyőri vár                                                  | 1. květen 1998 (stažena)   | 154 × 70 mm                |                            |
|                            |                            | 500 forintů                | oranžová a hnědá           | Líc: František II. Rákóczi - vůdce protihabsburského povstání na začátku 18. století Rub: Pataki vár                       | 1. prosinec 1998           | 154 × 70 mm                |                            |
|                            |                            | 500 forintů                | oranžová a hnědá           | lícová strana s totožným motivem, zvláštní edice k 50. výročí Maďarského povstání                                          | 2006                       | 154 × 70 mm                |                            |
|                            |                            | 1.000 forintů              | modrá a žlutá              | Líc: Matyáš Korvín - uherský král, vládl 1458-1490 Rub: Fontána paláce ve Visegrádu                                        | 1. září 1998               | 154 × 70 mm                |                            |
|                            |                            | 2.000 forintů              | hnědá                      | Líc: Gabriel Betlen - vojenský velitel během třicetileté války Rub: Princ mezi vědci                                       | 1. únor 1998               | 154 × 70 mm                |                            |
|                            |                            | 2.000 forintů              | hnědá                      | Líc: Gabriel Betlen - vojenský velitel během třicetileté války Rub: Princ mezi vědci                                       | 15. listopad 2016          | 154 × 70 mm                |                            |
|                            |                            | 5.000 forintů              | fialová a hnědá            | Líc: István Széchenyi - maďarský reformní politik a spisovatel, představitel revoluce 1848-1849 Rub: Rodný dům v Nagycenku | 1. duben 1999              | 154 × 70 mm                |                            |
|                            |                            | 5.000 forintů              | žlutá a hnědá              | Líc: István Széchenyi - maďarský reformní politik a spisovatel, představitel revoluce 1848-1849 Rub: Rodný dům v Nagycenku | 15. listopad 2016          |                            |                            |
|                            |                            | 10.000 forintů             | červená a tyrkysová        | Líc: Štěpán I. - zakladatel Uherského království Rub: Panorama Esztergom                                                   | 1. červenec 1997           |                            |                            |
|                            |                            | 10.000 forintů             | červená a tyrkysová        | Líc: Štěpán I. - zakladatel Uherského království Rub: Panorama Esztergom                                                   | 2. září 2014               |                            |                            |
|                            |                            | 20.000 forintů             | šedá a oranžová            | Líc: Ferenc Deák - maďarský státník v 19. století Rub: Náměstí v Budapešti                                                 | 1. únor 2001               |                            |                            |
|                            |                            | 20.000 forintů             | šedá a oranžová            | Líc: Ferenc Deák - maďarský státník v 19. století Rub: Náměstí v Budapešti                                                 | 25. září 2015              |                            |                            |

## Ukázky dřívějších forintových platidel

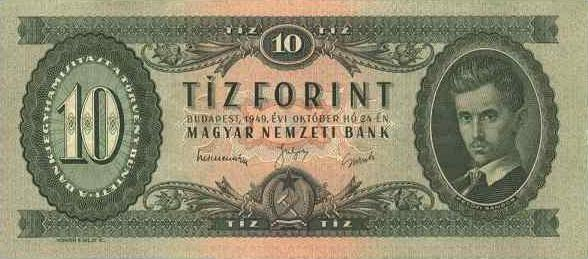
Bankovka 10 forintů (1949)
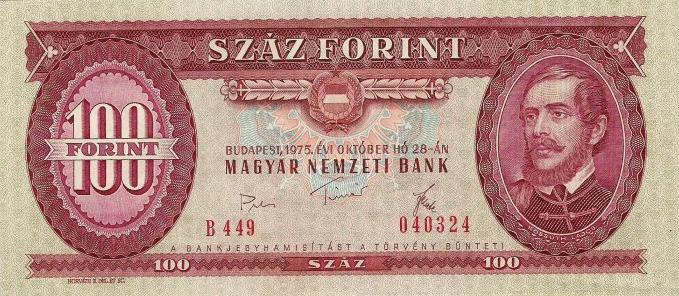
Bankovka 100 forintů (1975)
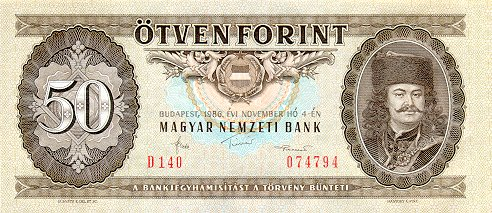
Bankovka 50 forintů (1986)
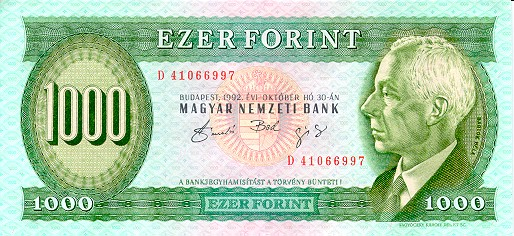
Bankovka 1000 forintů (1992)